# Joseph Cornell
Joseph Cornell (Nyack, 24 dicembre 1903 – 29 dicembre 1972) è stato un artista statunitense, scultore ma soprattutto pioniere dell'assemblaggio, del cinema sperimentale e del found footage; sebbene non abbia mai abbracciato "ufficialmente" il movimento, è considerato l'esponente americano più importante del surrealismo.

## Biografia
Joseph Cornell nasce a Nyack il 24 dicembre 1903 da Joseph Cornell e Helen Ten Broeck Storms, primo di quattro figli insieme ad Elisabeth, Helen e Robert. Ha dedicato la sua vita alla cura di suo fratello minore Robert, il quale viveva con paralisi cerebrale, che era un altro 
fattore nella sua mancanza di relazioni. Ad un certo punto nel 1920, ha letto gli scritti di Mary Baker Eddy, tra i quali Scienza e Salute con la Chiave delle Scritture. Cornell ha considerato quest' opera di Eddy essere tra i più importanti libri mai 
pubblicati dopo la Bibbia, e divenne permanentemente un seguace del Cristianesimo scientista.
I Cornell erano una famiglia di origine olandese benestante e appassionata d'arte; sua madre, Helen, scrisse anche un soggetto per un film.

Il 1917 segna una svolta decisiva nella vita di Cornell: con la morte del padre, malato di leucemia, si trasferisce in Massachusetts dove si iscrive alla facoltà di scienze e lingue romanze ma la famiglia comincia ben presto ad avere problemi finanziari e dopo appena due anni Cornell è costretto ad abbandonare gli studi.

Tornato a New York, Cornell trova lavoro negli uffici di una fabbrica di tessuti; dal 1921 comincia un'attività come venditore porta a porta che durerà fino al 1931. È quest'impiego a far nascere in lui l'interesse per il collezionismo: con la vendita porta a porta egli ha infatti l'opportunità di girovagare per la città ed inizia così a recuperare oggetti di qualsiasi tipo, da dischi a copie di vecchi film a lettere, ancora e riviste.

Il 1931 è il momento dell'incontro con Julian Levy, proprietario di una galleria d'arte, che rimane colpito dopo aver visto alcuni suoi lavori e gli propone di esporli alla prima mostra surrealista tenutasi a New York nel 1932.

Successivamente la sua produzione incrementa attraverso l'avvicinamento ad altre arti: lavora come designer freelance per Vogue, disegna tessuti, e si avvicina al cinema, del quale era da sempre appassionato, con la scrittura di una sceneggiatura, Monsieur Phot, e il montaggio di Rose Hobart, suo primo film proiettato nel 1936.

Gli anni '50 sono i più produttivi per Cornell al punto che è costretto ad ingaggiare dei collaboratori per farsi aiutare nei suoi lavori. Intrattiene alcuni scambi epistolari con la poetessa Marianne Moore (1877-1972), alla quale era legato da una comune attenzione ai dettagli della natura. Cornell oramai conosce già tutti gli artisti contemporanei ma continua a condurre una vita riservata in “Utopia Parkaway”, la casa acquistata a Bayside nel ‘29 dalla famiglia, dove vivrà fino alla morte sopraggiunta nel 1972 per un attacco cardiaco.

Gli ultimi dieci anni della sua vita vedono calare nettamente la produzione artistica, tuttavia la sua reputazione cresce notevolmente sia in America che all'estero.
Le ultime parole, che prima di morire disse a sua sorella, al telefono furono: "Avrei voluto non essere così riservato".

## Produzione artistica

### Scultura e assemblage
La produzione che più spesso viene ricordata in merito a Cornell è quella relativa a “le scatole” (shadow boxes).

Queste ultime erano composte da una scatola di legno, per l'appunto, chiusa da un vetro all'interno della quale venivano assemblate le stesse “reliquie” facenti parte della sua mastodontica collezione personale. I criteri di assemblaggio erano alquanto casuali, infatti egli credeva che oggetti prelevati negli angoli più disparati della città e composti insieme potessero dar vita ad un'opera d'arte.

La città per lui aveva un numero infinito di oggetti interessanti in un numero infinito di luoghi, il suo compito era quello di creare dei legami; il suo lavoro, come lui stesso lo definisce, “è solo la conseguenza naturale del mio amore per la città”. Cornell si inserisce all'interno del Modernismo grazie alla ricostruzione di un mondo personale a partire da frammenti di un mondo riscoperto attraverso il vagabondaggio per le vie newyorkesi.

Cornell non ha mai frequentato il giro dei surrealisti e dei dadaisti a lui contemporanei ma non per questo la sua poetica vi si distacca moltissimo; il caso nella sua opera ha sempre un ruolo fondamentale, è coautore ma sottomettersi al caso, per Cornell, è utile a rivelare l'io e le sue ossessioni e qui sta la distanza dalle due correnti sopracitate.

### Cinematografia sperimentale
Rose Hobart, conosciuto anche come Ourang o White Captive, è il primo film realizzato da Joseph Cornell. Si tratta di un cortometraggio della durata di 19 minuti ed è un rimontaggio del film East of Borneo (1931, regia di George Melford).  Il titolo è il nome della star del film originale, Rose Hobart, che Cornell amava molto.  Cornell rallenta la velocità di proiezione da 24 fotogrammi al secondo a 16, introduce come unico sottofondo musicale una registrazione di musica brasiliana, decide di prelevare dal film i frammenti che vedono appunto inquadrata Rose Hobart e di colorarli di blu con la tecnica dell'imbibizione per dare quell'effetto notturno tipico del cinema muto, creando da un film di genere un affascinante seppur misterioso ritratto onirico di donna. In seguito saranno in molti a seguire il suo esempio: Lewis Khlar con Her Fragrant Emulsion del 1987 e Gianfranco Baruchello e Alberto Grifi con La verifica incerta (Disperse Exclamatory Phase) del 1965, per il quale i due autori si sono dichiaratamente ispirati all'opera di Cornell. Il film di Cornell fu proiettato nel 1936 alla Julian Levy's New York City Gallery dove si verificò un episodio che condizionò molto la volontà dell'autore riguardo alla circolazione della sua produzione: una volta in sala, Salvador Dalí si alzò in piedi urlando e sostenendo che Cornell gli avesse rubato l'idea dalla mente.
Sebbene non fosse intenzionato a far circolare questi materiali, la produzione continuò fino alla morte dell'artista. Nel creare le sue opere, Cornell montava assieme immagini e spezzoni di vecchi film di Hollywood trovati durante i suoi giri facendosi guidare solo dall'emozione suggeritagli dalle immagini che si trovava di fronte. Le scene sono interrotte, non si sa cosa dicano gli attori, né a chi, ricordiamo solo le immagini.

## Nella cultura di massa
- Le "Shadow Boxes" di Cornell sono menzionate nel romanzo cyberpunk di William Gibson Giù nel ciberspazio.
- L'opera Aviary Parrot Box with Wire Drawers (1949) è citata nel saggio Swinging Palermo di Piero Violante.

## Filmografia
- Rose Hobart (1936)
- Children's Party (1940 circa)
- Cotillion (vers 1940)
- The Midnight Party (1940 circa)
- The Aviary (1955)
- Gnir Rednow (1956) (réalisé avec Stan Brakhage)
- Mulberry Street (1957)
- Boys' Games (1957)
- con Stan Brakhage, Centuries of June (1955)
- Nymphlight (1957)
- Flushing Meadows (1965 circa)
- A Legend for Fountains (1957-1965)
- Bookstalls (?)
- By Night with Torch and Spear (1979)